# Moraleja de Sayago
Moraleja de Sayago è un comune spagnolo di 292 abitanti situato nella comunità autonoma di Castiglia e León.